# Ojajärvi (sjö i Egentliga Tavastland, lat 60,92, long 23,98)
Ojajärvi är en sjö i Finland. Den ligger i kommunen Tammela i landskapet Egentliga Tavastland, i den södra delen av landet, 100 km nordväst om huvudstaden Helsingfors. Ojajärvi ligger 136,3 meter över havet. I omgivningarna runt Ojajärvi växer i huvudsak barrskog. Arean är 1,29 kvadratkilometer och strandlinjen är 9,19 kilometer lång. Sjön  ingår i Kumo älvs huvudavrinningsområde. 